# Акціонерне товариство Брянських кам'яновугільних копалень

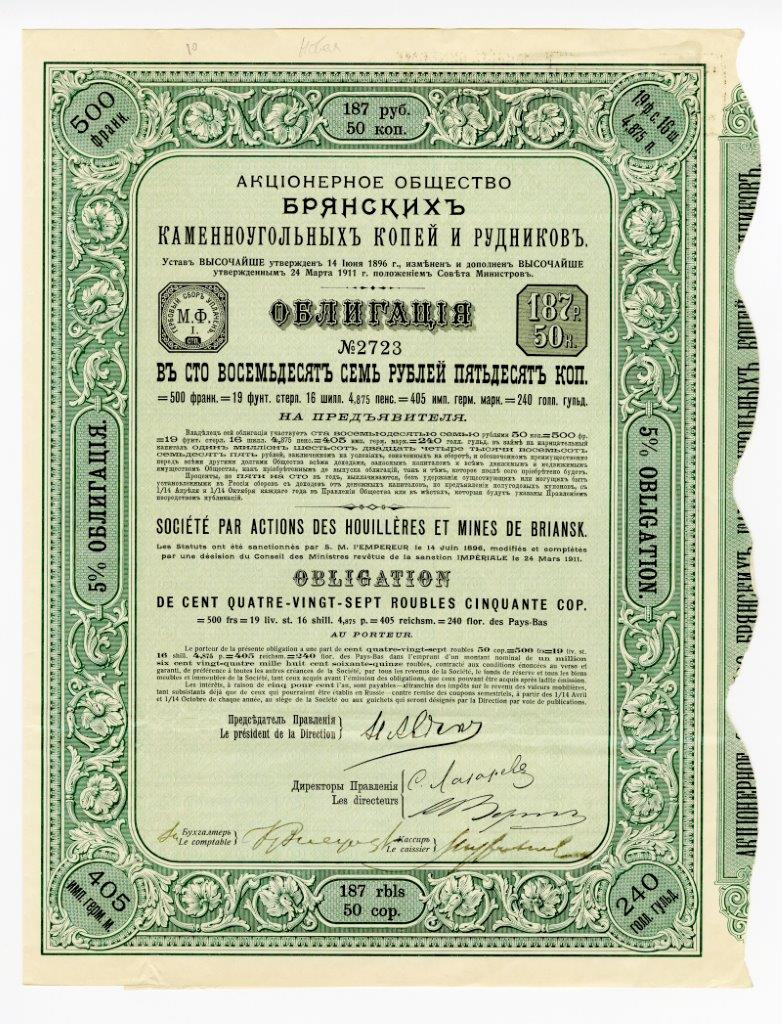
5% Облігація в 187 руб. 50 коп. на пред'явника

Акціонерне товариство Брянських кам'яновугільних копалень засноване в 1896 з ініціативи одного з основних акціонерів найбільшого в Росії виробника залізничного рухомого складу АТ «Товариство Брянського заводу» (нині БМЗ), видного підприємця свого часу Ст. Ф. Голубєва, якому Товариство Брянського заводу в обмін на контрольний пакет акцій передало шахти, що належали йому, в області Війська Донського і в Катеринославській губернії.
Товариство експлуатувало шість кам'яновугільних шахт і коксувальний завод у районі м. Брянка (нині Луганська обл., Україна).
Посаду голови Правління компанії займав М.Н. З. Авдаков, дійсний статський радник, гірничий інженер, великий підприємець, який у різні роки був головою Ради З'їзду гірничопромисловців Півдня Росії, Ради З'їзду представників промисловості та торгівлі, членом Державної ради від торгово-промислової курії, головою Російсько-Французької торгової палати.
Біографія письменника-сатирика Аркадія Аверченка тісно пов'язана з АТ Брянських копалень, де в 1897 він розпочав трудову діяльність. Пропрацювавши в компанії конторником понад чотири роки і перебравшись разом із Правлінням рудників до Харкова, Аверченко відобразив той період свого життя у своїй творчості (оповідання «Вечором», «Блискавка» та ін). За спогадами самого Аверченка життя гірників Брянських кам'яновугільних копалень вирізнялося важкими умовами праці, низькою заробітною платою і, як наслідок, безпробудним пияцтвом: «Все їхнє життя мало такий вигляд, що народжувалися вони для горілки, працювали та губили своє здоров'я непосильною роботою — заради горілки та вирушали на той світ за найближчої участі та допомоги тієї ж горілки», — писав майбутній класик у «Автобіографії».